# 논리 주소
컴퓨팅에서 논리 주소(logical address)는 메모리 셀, 스토리지 요소, 네트워크 호스트와 같은 요소가 실행 중인 응용 프로그램의 관점에서 상주하고 있는 것처럼 보이는 주소이다.
논리 주소는 물리 주소와 구별되는데, 이는 주소 변환기나 매핑 기능의 동작에 기인한 것이다. 이러한 매핑 기능은 컴퓨터 메모리 구조, CPU↔메모리 버스 간 메모리 관리 장치(MMU)인 경우일 수 있다.

## 컴퓨터 메모리
컴퓨터 메모리 뱅크의 물리 주소는 여러 목적으로 각기 다른 논리 주소에 매핑될 수 있다.
가상 메모리를 지원하는 시스템에서는 접근을 시도하기 전까지는 실제로 물리 메모리가 논리 주소에 매핑되지 않을 수 있다. 접근 시 주소가 일부 물리 메모리에 매핑되기 위해 MMU를 재프로그래밍하는 운영 체제의 특수 기능의 실행 명령이 내려지며 메모리의 오래된 내용을 디스크에 쓰고 메모리가 새 논리 주소를 포함해야 하는 내용을 디스크로부터 읽어들인다. 이 경우 논리 주소는 가상 주소로 부를 수 있다.

## 같이 보기
- 물리 주소
- 논리 블록 주소 지정